# District métropolitain de Bury
Le District métropolitain de Bury (anglais : Metropolitan Borough of Bury) est un district métropolitain du Grand Manchester, en Angleterre.
Il se trouve au nord de la ville de Manchester et couvre un territoire de 99 km2 composé de six villes : Bury, Ramsbottom, Tottington, Radcliffe, Whitefield et Prestwich. Il a une population de 187 474 habitants.
Le District métropolitain de Bury a été créé le 1er avril 1974, avec le transfert des compétences du county borough de Bury et des boroughs de Prestwich et Radcliffe, ainsi que des districts urbains de Tottington et Whitefield, et une partie du district urbain de Ramsbottom. Tous étaient auparavant dans le Lancashire.

## Crédit d'auteurs
- (en) Cet article est partiellement ou en totalité issu de l’article de Wikipédia en anglais intitulé « Metropolitan Borough of Bury » (voir la liste des auteurs).